# Ossian Skiöld
Ossian Esaias Skiöld (* 22. Juni 1889 in Appuna, Mjölby; † 22. August 1961 in Bålsta) war ein schwedischer Leichtathlet, der bei den Olympischen Spielen 1928 die Silbermedaille im Hammerwurf gewann.

## Ergebnisse
- 5. Platz mit 45,28 Olympische Spiele 1924
- 2. Platz mit 51,29 Olympische Spiele 1928
- 4. Platz mit 49,25 Olympische Spiele 1932
- 4. Platz mit 47,42 Europameisterschaften 1934